# Su patriotu sardu a sos feudatarios

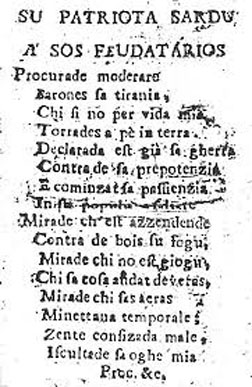
Himno

Su patriotu sardu a sos feudatarios ("El patriota sardo a los feudatarios"), ampliamente conocido también por su incipit como  Procurade 'e moderare  ("Procurad de moderar"), es una canción popular de protesta en la cultura de Cerdeña. Está oficialmente reconocida como el himno de la isla.
El himno fue escrito en idioma sardo por el abogado Francesco Ignazio Mannu (Frantziscu Ignàtziu Mannu en su lengua materna) con ocasión de la fallida revolución sarda, una serie de revueltas masivas (1793-1796) contra el sistema feudal piamontés (que habría sobrevivido hasta la segunda mitad del siglo XIX), largamente abandonado por las potencias europeas occidentales, que culminó con la expulsión de la isla de los funcionarios de la casa gobernante de Saboya el 28 de abril de 1794 (acontecimiento oficialmente conmemorado hoy en día como Sa die de sa Sardigna, "Día del pueblo sardo"). Debido a su coincidencia temporal con la revolución francesa, la canción también fue apodada por J. W. Tyndale y otros eruditos como Auguste Boullier como "la Marsellesa sarda".
En 2012, se presentó un proyecto de ley ante el Consejo regional de Cerdeña para reconocer oficialmente la canción como el himno de Cerdeña. Después de un otro, la propuesta ha sido aprobada en 2018.

## Texto
El himno es una poesía escrita en octavas con un esquema métrico de a bb cc dd e, y su contenido resuena con temas típicos de la ilustración. El texto completo consta de 47 estrofas para un total de 376 versos, y describe el miserable estado de Cerdeña a finales del siglo XVIII, mantenida como colonia de los Saboya con un sistema feudal arcaico que solo beneficiaba a los feudatarios y dejaba a un Sardo "una soga para ahorcarse" (estrofa 34, verso 272).
El incipit está por lo tanto dirigido a la arrogancia de los señores, considerados como principales culpables de la decadencia de la isla: Procurad'e moderare, Barones, sa tirannia... ("Procurad de moderar, Barones, vuestra tiranía..." )
La desastrosa situación socioeconómica que plaga la isla se describe en detalle. Los opresores del continente también son duramente criticados: según el poeta, no les importaba un bledo de Cerdeña, y lo único que les interesaba era rodearse de riqueza a través de la explotación barata de los recursos de la isla, de una manera no muy diferente al comportamiento de España hacia las Indias (Fit pro sos piemontesos sa Sardigna una cucagna, che in sas Indias s'Ispagna: estrofa 32, verso 249-251).
El canto se cierra con una vigorosa incitación a la revuelta, sellado con un dicho sardo: Cando si tenet su bentu est prezisu bentulare ("Cuando el viento está en tu puerto, es el momento apropiado para aventar": estrofa 47, verso 375-376). 
Aquí está el texto original en lengua sarda.
| Procurad'e moderare, barones, sa tirannia, chi si no, pro vida mia torrades a pe' in terra! Declarada est già sa gherra contra de sa prepotenzia: e incomintza' sa passenzia in su populu a mancare! Mirade ch'est'atzendende contra de ois su fogu, mirade chi no e' giogu, chi sa cosa andat 'e veras; mirade chi sas aeras minettana temporale; zente cussizzada male, iscultade sa oghe mia No apprettedas s 'isprone A su poveru ronzinu, Si no in mesu caminu S'arrempellat appuradu; Mizzi chi est lanzu e cansadu E non 'nde podet piusu; Finalmente a fundu in susu S'imbastu 'nd hat a bettare Su pobulu chi in profundu Letargu fit sepultadu Finalmente despertadu S'abbizzat ch 'est in cadena, Ch'istat suffrende sa pena De s'indolenzia antiga: Feudu, legge inimiga A bona filosofia! Che ch'esseret una inza, Una tanca, unu cunzadu, Sas biddas hana donadu De regalu o a bendissione; Comente unu cumone De bestias berveghinas Sos homines et feminas Han bendidu cun sa cria Pro pagas mizzas de liras, Et tale olta pro niente, Isclavas eternamente Tantas pobulassiones, E migliares de persones Servint a unu tirannu. Poveru genere humanu, Povera sarda zenia! Deghe o doighi familias S'han partidu sa Sardigna, De una manera indigna Si 'nde sunt fattas pobiddas; Divididu han sas biddas In sa zega antichidade, Però sa presente edade Lu pensat rimediare. Naschet su Sardu soggettu A milli cumandamentos, Tributos e pagamentos Chi faghet a su segnore, In bestiamen e in laore In dinari e in natura, E pagat pro sa pastura, E pagat pro laorare. Meda innantis de sos feudos Esistiana sas biddas, Et issas fìni pobiddas De saltos e biddattones. Comente a bois, Barones, Sa cosa anzena est passada? Cuddu chi bos l'hat dada Non bos la podiat dare. No est mai presumibile Chi voluntariamente Hapat sa povera zente Zedidu a tale derettu; Su titulu, ergo, est infettu De infeudassione E i sas biddas reione Tenene de l'impugnare Sas tassas in su prinzipiu Esigiazis limitadas, Dae pustis sunt istadas Ogni die aumentende, A misura chi creschende Sezis andados in fastu, A misura chi in su gastu Lassezis s 'economia. Non bos balet allegare S'antiga possessione Cun minettas de presone, Cun gastigos e cun penas, Cun zippos e cun cadenas Sos poveros ignorantes Derettos esorbitantes Hazis forzadu a pagare A su mancu s 'impleerent In mantenner sa giustissia Castighende sa malissia De sos malos de su logu, A su mancu disaogu Sos bonos poterant tenner, Poterant andare e benner Seguros per i sa via. Est cussu s'unicu fine De dogni tassa e derettu, Chi seguru et chi chiettu Sutta sa legge si vivat, De custu fine nos privat Su barone pro avarissia; In sos gastos de giustissia Faghet solu economía Su primu chi si presenta Si nominat offissiale, Fattat bene o fattat male Bastat non chirchet salariu, Procuradore o notariu, O camareri o lacaju, Siat murru o siat baju, Est bonu pro guvernare. Bastat chi prestet sa manu Pro fagher crescher sa rènta, Bastat si fetat cuntenta Sa buscia de su Segnore; Chi aggiuet a su fattore A crobare prontamente E s'algunu est renitente Chi l'iscat esecutare A boltas, de podattariu, Guvernat su cappellanu, Sas biddas cun una manu Cun s'attera sa dispensa. Feudatariu, pensat Chi sos vassallos non tenes Solu pro crescher sos benes, Solu pro los iscorzare. Su patrimoniu, sa vida Pro difender su villanu Cun sas armas a sa manu Cheret ch 'istet notte e die; Già ch 'hat a esser gasie Proite tantu tributu? Si non si nd'hat haer fruttu Est locura su pagare. Si su barone non faghet S'obbligassione sua, Vassallu, de parte tua A nudda ses obbligadu; Sos derettos ch'hat crobadu In tantos annos passodos Sunu dinaris furados E ti los devet torrare. Sas rèntas servini solu Pro mantenner cicisbeas, Pro carrozzas e livreas, Pro inutiles servissios, Pro alimentare sos vissios, Pro giogare a sa bassetta, E pro poder sa braghetta Fora de domo isfogare, Pro poder tenner piattos Bindighi e vinti in sa mesa, Pro chi potat sa marchesa Sempre andare in portantina; S'iscarpa istrinta mischina, La faghet andare a toppu, Sas pedras punghene troppu E non podet camminare Pro una littera solu Su vassallu, poverinu, Faghet dies de caminu A pe', senz 'esser pagadu, Mesu iscurzu e isporzadu Espostu a dogni inclemenzia; Eppuru tenet passienzia, Eppuru devet cagliare. Ecco comente s 'impleat De su poveru su suore! Comente, Eternu Segnore, Suffrides tanta ingiustissia? Bois, Divina Giustissia, Remediade sas cosas, Bois, da ispinas, rosas Solu podides bogare. Trabagliade trabagliade O poveros de sas biddas, Pro mantenner in zittade Tantos caddos de istalla, A bois lassant sa palla Issos regoglin' su ranu, E pensant sero e manzanu Solamente a ingrassare. Su segnor feudatariu A sas undighi si pesat. Dae su lettu a sa mesa, Dae sa mesa a su giogu. Appustis pro disaogu Andat a cicisbeare; Giompid'a iscurigare Teatru, ballu, allegria Cantu differentemente, su vassallu passat s'ora! Innantis de s'aurora Già est bessidu in campagna; Bentu o nie in sa muntagna. In su paris sole ardente. Oh! poverittu, comente Lu podet agguantare!. Cun su zappu e cun s'aradu Penat tota sa die, A ora de mesudie Si zibat de solu pane. Mezzus paschidu est su cane De su Barone, in zittade, S'est de cudda calidade Chi in falda solent portare. Timende chi si reforment Disordines tantu mannos, Cun manizzos et ingannos Sas Cortes han impedidu; Et isperdere han cherfidu Sos patrizios pius zelantes, Nende chi fint petulantes Et contra sa monarchia Ai caddos ch'in favore De sa patria han peroradu, Chi s'ispada hana ogadu Pro sa causa comune, O a su tuju sa fune Cheriant ponner meschinos. O comente a Giacobinos Los cheriant massacrare. Però su chelu hat difesu Sos bonos visibilmente, Atterradu bat su potente, Ei s'umile esaltadu, Deus, chi s'est declaradu Pro custa patria nostra, De ogn'insidia bostra Isse nos hat a salvare. Perfidu feudatariu! Pro interesse privadu Protettore declaradu Ses de su piemontesu. Cun issu ti fist intesu Cun meda fazilidade: Isse papada in zittade E tue in bidda a porfia. Fit pro sos piemontesos Sa Sardigna una cucagna; Che in sas Indias s 'Ispagna Issos s 'incontrant inoghe; Nos alzaiat sa oghe Finzas unu camareri, O plebeu o cavaglieri Si deviat umiliare... Issos dae custa terra Ch'hana ogadu migliones, Beniant senza calzones E si nd'handaiant gallonados; Mai ch'esserent istados Chi ch'hana postu su fogu Malaittu cuddu logu Chi criat tale zenìa Issos inoghe incontràna Vantaggiosos imeneos, Pro issos fint sos impleos, Pro issos sint sos onores, Sas dignidades mazores De cheia, toga e ispada: Et a su sardu restada Una fune a s'impiccare! Sos disculos nos mandàna Pro castigu e curressione, Cun paga e cun pensione Cun impleu e cun patente; In Moscovia tale zente Si mandat a sa Siberia Pro chi morzat de miseria, Però non pro guvernare Intantu in s'insula nostra Numerosa gioventude De talentu e de virtude Ozïosa la lassàna: E si algun 'nd'impleàna Chircaiant su pius tontu Pro chi lis torrat a contu cun zente zega a trattare. Si in impleos subalternos Algunu sardu avanzàna, In regalos non bastada Su mesu de su salariu, Mandare fit nezessariu Caddos de casta a Turinu Et bonas cassas de binu, Cannonau e malvasia. De dare a su piemontesu Sa prata nostra ei s'oro Est de su guvernu insoro Massimu fundamentale, Su regnu andet bene o male No lis importat niente, Antis creen incumbeniente Lassarelu prosperare. S'isula hat arruinadu Custa razza de bastardos; Sos privilegios sardos Issos nos hana leadu, Dae sos archivios furadu Nos hana sas mezzus pezzas Et che iscritturas bezzas Las hana fattas bruiare. De custu flagellu, in parte, Deus nos hat liberadu. Sos sardos ch'hana ogadu Custu dannosu inimigu, E tue li ses amigu, O sardu barone indignu, E tue ses in s'impignu De 'nde lu fagher torrare Pro custu, iscaradamente, Preigas pro su Piemonte, Falzu chi portas in fronte Su marcu de traitore; Fizzas tuas tant'honore Faghent a su furisteri, Mancari siat basseri Bastat chi sardu no siat. S'accas 'andas a Turinu Inie basare dès A su minustru sos pes E a atter su... già m 'intendes; Pro ottenner su chi pretendes Bendes sa patria tua, E procuras forsis a cua Sos sardos iscreditare Sa buscia lassas inie, Et in premiu 'nde torras Una rughitta in pettorra Una giae in su traseri; Pro fagher su quarteri Sa domo has arruinodu, E titolu has acchistadu De traitore e ispia. Su chelu non faghet sempre Sa malissia triunfare, Su mundu det reformare Sas cosas ch 'andana male, Su sistema feudale Non podet durare meda? Custu bender pro moneda Sos pobulos det sensare. S'homine chi s 'impostura Haiat già degradadu Paret chi a s'antigu gradu Alzare cherfat de nou; Paret chi su rangu sou Pretendat s'humanidade; Sardos mios, ischidade E sighide custa ghia. Custa, pobulos, est s'hora D'estirpare sos abusos! A terra sos malos usos, A terra su dispotismu; Gherra, gherra a s'egoismu, Et gherra a sos oppressores; Custos tirannos minores Est prezisu humiliare. Si no, chalchi die a mossu Bo 'nde segade' su didu. Como ch'est su filu ordidu A bois toccat a tèssere, Mizzi chi poi det essere Tardu s 'arrepentimentu; Cando si tenet su bentu Est prezisu bentulare. |

## Ediciones, traducciones y crítica literaria
El himno fue publicado ilegalmente en la ciudad de Sassari en 1796 y no en la cercana isla de Córcega, como se creía hasta hace poco. Después de todo, Sassari ya había sido tomada por los rebeldes y, en 1796, gobernada por los alternos Giovanni Maria Angioy.
La canción fue traducida por primera vez a un otro idioma por John Warre Tyndale en 1849 (Endeavor to moderate...), mientras que Auguste Boullier publicó una traducción al francés en su propio libro (Essai sur le dialecte et les chants populaires de la Sardaigne) en junio de 1864 con el incipit de Songez à modérer...
El himno, además de cualquier copia que había estado circulando ilegalmente en la isla, fue publicado oficialmente por primera vez en Cerdeña en 1865 por Giovanni Spano y más tarde por Enrico Costa, quien también hizo una traducción al italiano. Sebastiano Satta realizó una otra traducción al italiano en el centenario de la entrada triunfal de Giovanni Maria Angioy en la ciudad. En 1979, B. Granzer y B. Schütze tradujeron la canción al alemán, con el título Die Tyrannei.
Raffa Garzia comparó la canción con Il giorno de Giuseppe Parini. El estudioso también llamó la atención sobre otros dos poemas que tienen un tema similar: uno de la poeta ploaghese Maria Baule sobre el intento de invasión francesa de la isla en 1793, con el título Ancòra semus in gherra ("todavía estamos en guerra"), que fue publicado por Giovanni Spano; y el otro, siempre dirigido a los acontecimientos de 1793, del poeta gavoés Michele Carboni (1764-1814) titulado Animu, patriottas, a sa gherra! ("¡Vamos, patriotas, a la guerra!").

## Intérpretes
- Maria Teresa Cau
- Maria Carta
- Peppino Marotto
- Gruppo Rubanu (Orgosolo)
- Tazenda and Andrea Parodi
- Piero Marras, Maria Giovanna Cherchi
- Kenze Neke
- Elena Ledda
- Cordas et Cannas, in Cantos e musicas de sa Sardigna (1983)
- Coro Supramonte
- Pino Masi
- Savina Yannatou
- Stefano Saletti, Piccola Banda Ikona, con Ambrogio Sparagna